# Prospero obtusifolium
Prospero obtusifolium là một loài thực vật có hoa trong họ Măng tây. Loài này được (Poir.) Speta miêu tả khoa học đầu tiên năm 1982.